# Витряник
Витряник (босоркун, горный) — у славянских народов, демонический персонаж, злой дух ветра и гор. Южные славяне называли так горного духа, который вздымает сильный ветер и летает с ним незримо. Кто его пытается поймать, того он убивает силою ветра. В поверьях славянских народов, витряник вызывает засуху, приносит метель, навевает на людей и скотину порчу и болезни — поветрия. Часто после его налетов молоко у коровы оказывается смешанным с кровью или вовсе исчезает.
Особенно вредят босоркуны людям ночью на Ивана Купалу (23 июня/7 июля), в день Луки (13/26 декабря) и святого Георгия, покровителя скота (23 апреля/6 мая).
В венгерской мифологии есть похожий персонаж — босорка.